# Белоусов, Николай Петрович
Никола́й Петро́вич Белоу́сов (3 мая 1923, Дубовый Овраг, Царицынская губерния — 22 апреля 2006, Волгоград) — советский военный лётчик, участник Великой Отечественной войны, командир звена 193-го истребительного авиационного полка 302-й истребительной авиационной дивизии 4-го истребительного авиационного корпуса 5-й воздушной армии 2-го Украинского фронта, лейтенант.
Герой Советского Союза (1.07.1944), Гвардии капитан запаса (с 1945 года).

## Биография
Родился 3 мая 1923 года в селе Дубовый Овраг ныне Светлоярского района Волгоградской области в семье рабочего. Русский. Окончил 7 классов неполной средней школы и аэроклуб.
С 1940 года в рядах Красной армии. В 1941 году окончил Батайскую военную авиационную школу лётчиков. В 1941—1942 годах служил в Руставском запасном полку. В 1942 году окончил Руставскую авиационную школу.
В действующей армии с декабря 1942 года. Сражался на Сталинградском, Воронежском, 2-м Украинском фронтах. Воевал на истребителях Ла-5ФН. Победу одержал в одном из первых боевых вылетов, уничтожив бомбардировщик Ju-88. 15 августа 1943 года, сбив пикировщик Ju-87, был ранен очередью воздушного стрелка, но привел машину на аэродром.
Указом Президиума Верховного Совета СССР от 1 июля 1944 года за мужество и отвагу, проявленные в боях с немецко-фашистскими захватчиками лейтенанту Николаю Петровичу Белоусову присвоено звание Героя Советского Союза с вручением ордена Ленина и медали «Золотая Звезда» (№ 1475).
К концу войны командир эскадрильи 177-го Гвардейского истребительного авиационного полка гвардии капитан Н. П. Белоусов произвёл 265 успешных боевых вылетов, участвовал в 50 воздушных боях, сбил 23 самолёта противника — 16 лично и 7 в группе с товарищами.
После войны отважный лётчик демобилизовался из рядов Советской Армии. С 1949 по 1952 год работал мастером шагающего экскаватора в тресте «Волгодонстрой». С 1953 по 1956 год — старшим инженером базы механизации, главным механиком деревообрабатывающего комбината треста «Сталинградтяжстрой». С 1957 по 1959 год — инженером ремонтного цеха на Сталинградском нефтеперерабатывающем заводе. С 1960 по 1963 год — слесарем 7-го разряда на Сталинградском сталепроволочном заводе. С 1963 по 1965 год бригадиром монтажников-слесарей в ремонтно-строительном управлении № 3. С 1965 по 1984 год — машинистом технологических насосов на Волгоградской нефтебазе.
В 1984 году вышел на пенсию. Работал в районном Совете ветеранов. Жил в городе-герое Волгограде, где и скончался 22 апреля 2006 года. Похоронен на кладбище Красноармейского района города
Волгограда.

## Награды
- Медаль «Золотая Звезда» Героя Советского Союза (№ 1475)
- Орден Ленина
- Три ордена Красного Знамени
- Два ордена Отечественной войны I степени
- Медали, в том числе:
  - Медаль «За победу над Германией в Великой Отечественной войне 1941—1945 гг.»
  - Медаль «За взятие Будапешта»
  - Медаль «За взятие Вены»

## Память
- Имя Героя помещено на мемориальной доске, установленной на здании Волгоградского обкома ДОСААФ.
- МОУ гимназия № 2 Красноармейского района г. Волгограда с 2015 года носит имя Героя — Муниципальное общеобразовательное учреждение «Гимназия № 2 имени Героя Советского Союза Н. П. Белоусова Красноармейского района Волгограда».